# Duncan Watts
Duncan James Watts (1971) é um sociólogo e investigador principal da Microsoft Research, Nova Iorque, conhecido por seu trabalho sobre redes de pequeno mundo.

## Formação
Watts obteve um Bachelor of Science em física na Universidade de Nova Gales do Sul e um Ph.D. na Universidade Cornell, orientado por Steven Strogatz. 

## Obras
- Six Degrees: The Science of a Connected Age[11][12]
- Everything is Obvious *Once You Know the Answer: How Common Sense Fails Us,[13]